# Аронсон, Эллиот
Э́ллиот Аро́нсон (род. 9 января 1932 года) — ведущий американский социальный психолог и педагог, доктор философии по психологии Стэнфордского университета. Член редакционной коллегии ряда известных психологических журналов.

## Биография
Аронсон Эллиот родился в небольшом городе под Бостоном (штат Массачусетс). Несмотря на то, что его родители не имели финансовых возможностей, обладавший незаурядными способностями Эллиот в 1950 году поступил в университет Брандейса на курс экономики. Прослушав лекцию по психологии в изложении Абрахама Маслоу, он поменял направление своего обучения.
В 1954 году получил степень бакалавра, в 1956 году — степень магистра в Уэслианском университете, в 1959 — доктора философии в Стэнфордского университете.
Имеет жену и четверых детей.

## Деятельность
Является автором большого числа работ по широкому кругу проблем, таких как: межличностная аттракция, групповая интеракция, когнитивные теории, экспериментальные методы, приемы изменения установок. Один из наиболее известных и титулованных социальных психологов современности. В своих публикациях рассматривает вопросы, связанные с течениями в социальной психологии, методы воздействия на массовое сознание общества, мифы и спекуляции связанные с этими вопросами, а также даёт методики для контроля поступающей информации и о том, как грамотно создавать информационные сообщения, не превращая их в пропаганду.
Разработал методику обучения Jigsaw (головоломка), служащую для снижения уровня конфликтов среди школьников на расовой почве и улучшения процесса обучения. Метод призван помочь ученикам понять, что они являются главными участниками образовательного процесса. Сущность метода заключается в создании нескольких небольших групп состоящих из разнородных школьников (по половому, национальному и образовательному критерию) и назначении лидера группы. Учитель дает задания лидеру группы, их сложность и количество зависят от размера группы и способностей её членов. Выделяется время для решения заданий, а затем участники из разных групп, но имеющие одинаковые задания составляют объединение экспертов по данному вопросу и совместно с преподавателем заполнят пробелы в знаниях друг друга. Были выявлены и проблемы методики, связанные с повышенной активностью некоторых участников обсуждений, и соответственно переключение внимания исключительно на них. Решение было предложено простое, во-первых ограничить преподавателя, назначив ведущего из числа самих учеников, во-вторых и производя постоянную замену «по кругу» ведущих, уравновесить возникающие перекосы.
Ещё одной из интереснейших направлений его научной деятельности является исследование в области теории когнитивного диссонанса. Совместно со своими студентами он провел ряд экспериментов и результаты их анализа опубликовал в различных работах. Один из экспериментов заключался в том, что одной группе студентов сообщалось, что они обладают незаурядными способностями. Другой группе — о необходимости больше заниматься. В результате оказалось, первая группа студентов начала показывать действительно хорошие результаты в обучении. Вторая группа улучшений не показала.
Предлагает методы распознавания недобросовестной пропаганды.
Около двадцати лет принимал участие в издании «Справочника по социальной психологии», талантливый оратор, тонкий психолог, виртуозно проводящий лекции и возбуждающий живой интерес у своих слушателей к преподаваемому предмету. Деятельность в области преподавания оценена множеством педагогических премий, таких как премии Американской Психологической Ассоциации, причем Аронсон единственный кто получал их трижды: как выдающийся преподаватель, как выдающийся исследователь и как выдающийся публикатор.
Аронсон преподавал в Гарвардском университете, Университете Миннесоты, Техасском университете, Калифорнийском университете в Санта-Крузе и Стэнфордском университете.
Является ведущим экспертом в области недобросовестной рекламы, злоупотребления механизмами убеждения. Разработал методики выведения людей из деструктивных культов (тоталитарных сект).
Особую известность Аронсон получает как популяризатор социальной психологии, автор многочисленных учебников.

### Переводчики
Основным переводчиком и популяризатором Аронсона в России является Евгений Волков, который называет работу Эллиота «Эпоха пропаганды» инструкцией по пользованию информацией и пресечению недобросовестных воздействий третьих лиц на наше поведение.

### Работы Эллиота Аронсона, переведенные на русский язык
- Эллиот Аронсон, Кэрол Теврис. Ошибки, которые были допущены (но не мной): почему мы оправдываем глупые убеждения, плохие решения и пагубные действия / Пер. с англ. А.В. Лисовского. — М.: Инфотропик Медиа, 2012. — 336 с. — ISBN 978-5-9998-0097-8.
- Эллиот Аронсон. Современные технологии влияния и убеждения. Эпоха пропаганды. — Прайм-Еврознак, 2008. — 543 с. — (Лучшие психотехнологии мира). — ISBN 978-5-93878-719-3.
- Эллиот Аронсон. Общественное животное. Введение в социальную психологию. — М.: Прайм-Еврознак, 2006. — 416 с. — ISBN 5-93878-260-0.
  - Эллиот Аронсон. Общественное животное. Введение в социальную психологию. — изд. 7. — М.: Аспект Пресс, 1998. — 517 с.
- Эллиот Аронсон, Том Уилсон, Робин Эйкерт. Большая психологическая энциклопедия. Психологические законы человеческого поведения. — Прайм-Еврознак, 2008. — 560 с. — ISBN 978-5-93878-630-1.
- Э. Аронсон, Э. Пратканис[англ.]. Эпоха пропаганды: Механизмы убеждения, повседневное использование и злоупотребление. — СПб.: Прайм-Еврознак, 2003. — (Проект «Психологическая энциклопедия»). — ISBN 5-93878-046-2.